# Willibald Pahr
Willibald Pahr, 5 juin 1930 à Vienne, est un homme politique autrichien.

## Carrière politique
C'est un juriste qui travaille d'abord à la Chancellerie.
Il est membre de l'Union des fédéralistes européens (UEF)
Bien que non membre du Parti Social-Démocrate d'Autriche (SPÖ), il a été ministre fédéral autrichien des Affaires étrangères, dans le Gouvernement Kreisky III et Kreisky IV, de 1976 à 1983.
De 1985 à 1989, il est secrétaire général de l'Organisation mondiale du tourisme (OMT) dépendant des Nations unies.
Il participe au comité de direction de l'International Developpement Law Institute.
Il est membre du comité de parrainage du Tribunal Russell sur la Palestine dont les travaux ont été présentés le 4 mars 2009.